# Carlos María Allievi
Carlos María Allievi (Buenos Aires, 19 de julio de 1965) es un militar argentino con el grado de almirante que actualmente es el jefe del Estado Mayor General de la Armada (JEMGA) desde el 10 de enero de 2024.

## Carrera
Egresó de la Escuela Naval Militar (ESNM) en 1987 con el grado de guardiamarina. Fue comandante del aviso ARA Suboficial Castillo (A-6) y del destructor ARA Sarandí (D-13). Ascendió a contraalmirante en 2019 y fue comandante del Comando de la Flota de Mar (COFM).
Apenas asumido su cargo, el presidente Javier Milei renovó las conducciones de las Fuerzas Armadas el 29 de diciembre de 2023. El contraalmirante Allievi asumió el cargo de jefe del Estado Mayor General de la Armada el 10 de enero de 2024 en el Edificio Libertad, en reemplazo del jefe saliente, el almirante Julio Horacio Guardia.
El 16 de julio de 2024 fue promovido por el poder ejecutivo al grado de vicealmirante con fecha 31 de diciembre de 2023.
El 5 de marzo de 2025 fue promovido al grado de almirante con fecha 2 de enero de 2024.